# The Last Act of Defiance
The Last Act of Defiance è l'undicesimo album in studio del gruppo hardcore punk statunitense Sick of It All, pubblicato nel 2014.

## Tracce
1. Sound the Alarm – 1:47
2. 2061 – 2:19
3. Road Less Traveled – 2:29
4. Get Bronx – 2:12
5. Part of History – 1:41
6. Losing War – 2:25
7. Never Back Down – 2:06
8. Facing the Abyss – 2:24
9. Act Your Rage – 1:27
10. Disconnect Your Flesh – 2:30
11. Beltway Getaway – 1:58
12. Sidelined – 2:34
13. Outgunned – 2:07
14. DNC – 2:43
15. Stand Down – 2:16
16. With all Disrespect – 2:31